# Moi, moche et méchant 2
Série Moi, moche et méchant
Moi, moche et méchant
(2010) Moi, moche et méchant 3
(2017)
Pour plus de détails, voir Fiche technique et Distribution.
Moi, moche et méchant 2 (Despicable Me 2), ou Détestable moi 2 au Québec, est un  film d'animation franco-américain réalisé par Pierre Coffin et Chris Renaud et produit en France par les studios Illumination Mac Guff. Il est sorti en 2013. Il s'agit de la suite de Moi, moche et méchant, sorti en 2010.
Le film est un grand succès au box-office avec 971 761 885 dollars de recettes pour un budget de 76 millions de dollars.
Une suite, Moi, moche et méchant 3, est sortie en 2017.

## Synopsis
Après avoir remis la Lune à sa place, Gru a abandonné sa profession de super-méchant pour se consacrer à sa vie de père de famille.
Un jour, un criminel non identifié vole, à l'aide d'un aimant géant, un laboratoire militaire consacré à la fabrication d'une arme secrète, le sérum de transmutation PX-41, ayant pour effet de transformer son hôte en un mutant violet enragé et indestructible. Le jour de l'anniversaire d'Agnès, Gru se fait enlever par Lucy Wilde, une agent de l'AVL (Agence Vigilance de Lynx). Arrivé à leur base sous-marine, Gru rencontre le directeur de l'agence, Silas De La Mollefesse. Ce dernier lui annonce que l'AVL a détecté des traces du sérum dans un centre commercial. Fort de son expérience de super-criminel, il se voit confier la mission d'infiltrer ce centre sous couvert d'un commerce de pâtisserie pour tenter de le retrouver.
Dans un premier temps, il refuse pour se consacrer à sa nouvelle activité : l'élaboration d'une gamme de confitures et de gelées, mais à la suite de l'échec cuisant de la première tentative, le professeur Néfario part pour recommencer une carrière maléfique. Gru accepte la mission, et se fait rejoindre à son grand mécontentement par Lucy, seule volontaire à vouloir lui porter assistance.
Lors de la première journée, Gru reconnaît un ancien confrère : El Macho, un super-criminel réputé pour commettre ses méfaits à la seule force de ses poings, mais laissé pour mort à la suite de son plongeon dans un volcan. Mais Gru est convaincu qu'El Macho est toujours en vie et qui se cache sous l’identité de Eduardo Perez. Le soir-même, lui et Lucy visitent le restaurant mexicain du présumé Eduardo Perez, mais ce qu'ils croyaient être le sérum PX-41 n'était en fait qu'une recette secrète de sauce tomate. Ils fuient le centre commercial après s'être fait repérer par Eduardo Perez lui-même.
Parallèlement, plusieurs Minions disparaissent de façon étrange : Tom, alors qu'il fait le ménage, se fait enlever une nuit par un inconnu ayant frappé à la porte, Kévin et Jerry par ce qui semble être une soucoupe volante et plusieurs autres par une camionnette de marchand de glace.
Le lendemain, Gru détecte des traces du sérum dans la boutique de perruques de Floyd Eaglesam, mais est interrompu par Édith et Agnès, lui annonçant avec effroi que Margo est tombée amoureuse d'un garçon nommé Antonio Perez. Gru accourt et s'aperçoit que le garçon en question n'est autre que le fils d'Eduardo. Il se persuade donc, malgré le fiasco de la nuit précédente et la détection du sérum chez Floyd Eaglesam, que son voleur est El Macho, ainsi que son fils.
Le soir-même, Gru passe une soirée arrangée par Jillian, une femme obsédée par l'idée de lui trouver une épouse. Mais une petite altercation pousse Lucy, de passage pour prendre une commande, à tirer à sa conquête une fléchette de tranquillisant. Elle et Gru rentrent chez eux, et ce dernier se rend compte qu'il est en train de tomber amoureux de Lucy.
Mais le lendemain, Floyd est arrêté pour la possession illégale du sérum PX-41 dans sa boutique, et Silas apprend à Gru que Lucy va partir rejoindre la filiale australienne de l'AVL. Accablé, Gru décide de l'appeler, mais par peur, il renonce et brûle son téléphone.
Pendant ce temps, les Minions kidnappés, lâchés sur une île paradisiaque au milieu de nulle part, se font injecter du sérum et se transforment en diaboliques Minions violets.
Gru et ses filles se rendent à la fête nationale du Mexique, en l'honneur de laquelle Eduardo Perez alias El Macho les a invités. Il tente vainement de séparer Margo et Antonio, mais se fait rejeter par ces derniers. Eduardo vient le réconforter, mais son comportement étrange rend Gru soupçonneux ; il le suit jusqu'à une salle secrète, où se trouvent l'aimant géant ayant servi à enlever le laboratoire au début du film, ainsi qu'El Macho dans son costume et le docteur Néfario, qui travaille désormais pour lui. El Macho révèle à Gru ses intentions : à l'aide du professeur, qui a dupliqué le sérum PX-41 et l'a administré à une armée de Minions qu'il lui a capturés, il compte les lâcher sur le monde entier afin de conquérir la Terre. Il propose à Gru de l'accompagner dans sa tâche, mais il refuse et s'enfuit. El Macho lâche alors Kevin à ses trousses. Gru retrouve Margo qu'Antonio a rejetée pour séduire une autre fille, et ses autres filles, et ils s'en vont. Alors qu'il part avec les filles, Lucy, qui a sauté de l'avion censé l'emmener en Australie, arrive pour retrouver son coéquipier, mais elle se fait capturer par Eduardo.
Néfario, témoin de l'enlèvement, contacte Gru pour lui en faire part. Celui-ci se rend donc à la villa d'El Macho accompagné de deux Minions camouflés en monstre avec de la peinture violette.
Pendant ce temps, Kévin arrive chez Gru, où il poursuit Margo et Agnès jusque dans la salle de jeu des Minions, désormais presque vide. Lorsqu'il s’apprête à s'en prendre à elles, Néfario arrive et lui administre un antidote, le faisant redevenir un Minion ordinaire. Le professeur verse le médicament dans les réserves de gelée inutilisées dans le but de s'en servir.
À la villa d'El Macho, Gru et ses Minions sont très vite repérés et poursuivis jusqu'aux toits de la villa, où ils sont encerclés. Mais Néfario, les filles et les Minions rescapés des nombreux enlèvements arrivent à bord d'un vaisseau depuis lequel ils tirent des rafales de gelée mélangée à l'antidote pour guérir l'armée d'Eduardo. Gru de son côté, court s'en prendre à Eduardo/El Macho, mais celui-ci lui montre Lucy, qu'il a attachée à un missile programmé pour être tiré vers le volcan où il a été laissé pour mort. Il s'apprête à le lancer, mais il se fait prendre la télécommande par des Minions. En désespoir de cause, il boit lui-même une dose du sérum et poursuit Gru, qui le sonne en lui tirant un coup du rouge à lèvre taser que Lucy lui a offert en souvenir de leur première rencontre.
Gru accourt pour détacher Lucy, mais Pouletto, le poulet domestique d'El Macho, qui les déteste depuis leur intrusion dans son restaurant, lance le missile, qui emporte Lucy et Gru, ce dernier s'affairant toujours à détacher la jeune femme. En approche du volcan, Gru avoue à Lucy ses sentiments, qu'elle lui dit réciproques, et ils sautent dans la mer. Ils survivent.
La fin du film montre le mariage de Gru et Lucy. Les Minions chantent la chanson (Y.M.C.A.) avant de faire des photos de famille, dont la dernière représente un Minion violet qui se cogne contre l'écran. Puis le film se conclut par une audition pour un film Minions où trois minions sont auditionnés.

## Fiche technique
- Titre : Moi, moche et méchant 2
- Titre québécois : Détestable moi 2
- Titre original : Despicable Me 2
- Réalisation : Pierre Coffin et Chris Renaud
- Scénario : Ken Daurio et Cinco Paul
- Musique : Heitor Pereira et Pharrell Williams
- Animation : Bruno Dequier (directeur d’animation), Patrick Delage (character designer), Éric Guillon (character designer), Christophe Lourdelet (Story Artist), Carter Goodrich (character designer), Jonathan De Val (character animateur)
- Montage : Gregory Perler
- Direction artistique : Éric Guillon
- Production : Janet Healy et Christopher Meledandri
- Sociétés de production : Illumination Entertainment
  - Studio de production : Illumination Mac Guff
  - Société de distribution : Universal Pictures
- Budget : 76 000 000 $
- Pays :  États-Unis et  France
- Genre : animation
- Langue originale : anglais
- Format : 
  - Image : couleur – 1.85:1 – 35 mm et cinéma numérique — procédé Digital intermediate et Digital 3-D – format négatif digital
  - Son : DTS / Dolby Digital / SDDS
- Durée : 98 minutes
- Dates de sortie[1] : 
  - Australie : 20 juin 2013
  - France, Royaume-Uni : 26 juin 2013
  - États-Unis, Belgique : 3 juillet 2013
  - Allemagne : 4 juillet 2013
- Dates de sortie en vidéo : 
  - France : 26 octobre 2013
  - États-Unis : 10 décembre 2013
  - Royaume-Uni : 25 novembre 2013

## Distribution

### Voix originales
- Steve Carell : Gru[2]
- Kristen Wiig : Lucy Wilde[3]
- Pierre Coffin : les Minions
- Russell Brand : Dr. Nefario[2]
- Miranda Cosgrove : Margo[2]
- Dana Gaier : Edith[4]
- Elsie Fisher : Agnes[5]
- Benjamin Bratt : Eduardo Perez / El Macho
- Moises Arias : Antonio[6]
- Steve Coogan : Silas Ramsbottom[2]
- Ken Jeong[7] : Floyd

### Voix françaises
- Gad Elmaleh : Gru
- Audrey Lamy : Lucy Wilde
- Sarah Brannens : Margo
- Dizzie Le-Tan : Agnès
- Salomé Lemire : Édith
- Éric Cantona : Eduardo Perez / El-Macho
- Daniel Kenigsberg : Silas de la Mollefesse
- Antonin Icovic : Antonio Perez
- Jonathan Cohen : le docteur Néfario
- Christian Gonon : Floyd Eaglesan
- Maélia Gentil : Jillian
- Jeanne Savary : Shannon
- Pierre Coffin : les Minions
- Patrick Préjean : serveur italien

Source et légende : version française sur le site d’AlterEgo (la société de doublage,)

### Voix québécoises
- Gilbert Lachance : Gru[10]
- Camille Cyr-Desmarais : Lucy Wilde
- Manuel Tadros : Eduardo Perez / El Macho
- Benoît Gouin : Silas de la Mollefesse
- Catherine Brunet : Margo
- Ludivine Reding  : Agnès
- Léa Roy : Édith
- Jacques Lavallée : Dr Néfario
- Xavier Dolan : Antonio Perez
- Nicolas Charbonneaux-Collombet : Floyd
- Annie Girard : Jillian

## Production
Al Pacino devait à l'origine doubler Eduardo Perez, le propriétaire du restaurant. Mais l'acteur quitte finalement le film en mai 2013, peu de temps avant la sortie du film en salles, pour différend artistique. Il est finalement remplacé par Benjamin Bratt.

## Bande originale
Bandes originales de Moi, moche et méchant
Moi, moche et méchant
(2010)
Singles
1. "Happy"
Sortie : 21 novembre 2013

Comme pour le premier film, Heitor Pereira et Pharrell Williams se chargent de la bande originale.
Listes des titres
Toute la musique est composée par Heitor Pereira, sauf exceptions notées.
| 1.      | Scream                      | Pharrell Williams                           | Cee Lo Green      | 3:41 |
| 2.      | Another Irish Drinking Song | Greg DiCostanzo, Paul Sabourin              | Pierre Coffin     | 0:39 |
| 3.      | Just a Cloud Away           | Pharrell Williams                           | Pharrell Williams | 2:56 |
| 4.      | Happy                       | Pharrell Williams                           | Pharrell Williams | 3:53 |
| 5.      | I Swear                     | Gary Baker, Frank J. Myers                  | Pierre Coffin     | 1:38 |
| 6.      | Y.M.C.A.                    | Henri Belolo, Jacques Morali, Victor Willis | Pierre Coffin     | 2:55 |
| 7.      | Fun, Fun, Fun               | Pharrell Williams                           | Pharrell Williams | 3:26 |
| 8.      | Despicable Me               | Pharrell Williams                           | Pharrell Williams | 4:14 |
| 9.      | PX-41 Labs                  |                                             |                   | 2:06 |
| 10.     | The Fairy Party             |                                             |                   | 1:27 |
| 11.     | Lucy and the AVL            |                                             |                   | 5:39 |
| 12.     | Goodbye Nefario             |                                             |                   | 1:27 |
| 13.     | Time for Bed                |                                             |                   | 1:27 |
| 14.     | Break-In                    |                                             |                   | 3:00 |
| 15.     | Stalking Floyd Eaglesan     |                                             |                   | 1:35 |
| 16.     | Moving to Australia         |                                             |                   | 3:09 |
| 17.     | Going to Save the World     |                                             |                   | 1:25 |
| 18.     | El Macho                    |                                             |                   | 1:27 |
| 19.     | Jillian                     |                                             |                   | 0:47 |
| 20.     | Take Her Home               |                                             |                   | 1:29 |
| 21.     | El Macho's Lair             |                                             |                   | 3:32 |
| 22.     | Home Invasion               |                                             |                   | 1:57 |
| 23.     | The Big Battle              |                                             |                   | 7:23 |
| 24.     | Ba Do Bleep                 | Johannes Brahms                             | Chris Renaud      | 0:13 |
| 1:01:25 |                             |                                             |                   |      |

## Accueil

### Réception critique
Moi, moche et méchant 2 obtient un accueil critique favorable dans les pays anglophones, avec 74 % d'avis positifs sur le site Rotten Tomatoes, basé sur 172 commentaires collectés et une note moyenne de 6,6/10, tandis que le site Metacritic lui attribue un score moyen de 62⁄100, basé sur 39 commentaires collectés. Le film est très bien accueilli par le public français puisque sa note moyenne sur Allociné est de 4,1/5 pour un peu plus de 12 067 votants (au 23 juillet 2018).

### Box-office
| Pays ou région | Box-office        | Date d'arrêt du box-office | Nombre de semaines |
| -------------- | ----------------- | -------------------------- | ------------------ |
| États-Unis     | 368 061 265 $,    | 16 janvier 2014            | 28                 |
| France         | 4 655 036 entrées | 26 novembre 2013           | 22                 |
| Monde          | 970 761 885 $     | 9 février 2014             | -                  |

Le jeudi 2 octobre 2014, Universal Pictures France s'est vu remettre, lors du congrès annuel de la fédération nationale des cinémas français, le « Ticket d'or », récompensant le film ayant réalisé le plus d'entrées durant l'année civile 2013 (puisque La Reine des neiges et Le Hobbit : la Bataille des Cinq Armées, sortis en fin d'année, n'ont dépassé Moi, moche et méchant 2 qu'au début de l'année 2014).

## Distinctions

### Récompenses
- Kansas City Film Critics Circle Awards 2013 : meilleur film d'animation

### Nominations
- Washington D.C. Area Film Critics Association Awards 2013 : meilleur film d'animation
- British Academy Film Awards 2014 : meilleur film d'animation
- Critics' Choice Movie Awards 2014 :
  - Meilleur film d'animation
  - Meilleure chanson originale pour Happy interprétée par Pharrell Williams
- Golden Globes 2014 : meilleur film d'animation
- Oscars du cinéma 2014 :
  - Meilleur film d'animation
  - Meilleure chanson originale pour Happy interprétée par Pharrell Williams
- Satellite Awards 2014 : meilleure chanson originale pour Happy interprétée par Pharrell Williams

## Postérité
En 2013, Universal annonce qu'un troisième volet est en développement. Celui-ci est présenté le 14 juin 2017 au Festival international du film d'animation d'Annecy, puis est sorti aux États-Unis le 30 juin 2017, et le 5 juillet 2017 en France.